# Zupčasta sisaljka
Zupčasta sisaljka (crpka ili pumpa) je sisaljka koja radi pomoću pokretanja zupčanika. Sastoji se od dva zupčanika koja su smještena u kućištu sisaljke. Jedan zupčanik je pogonski, i dobiva pogon od pogonskog uređaja (najčešće elektromotor), a drugi zupčanik je pogonjen (gonjeni zupčanik). Zupčanici su međusobno uklinjeni, te se okreću ovisno jedan o drugom. Razmak između kućišta i vrha ozubljenja je tek dovoljan da se zupčanici nesmetano okreću u kućištu, da bi se spriječilo strujanje tekućine između kućišta i ozubljenja. Pogonski zupčanik svojim okretanjem tjera slobodan zupčanik, s kojim je ozubljen, u suprotnom smislu. Budući da zupčanici imaju jednake promjere i jednak broj zubaca, to im je i brzina okretanja jednaka. Svojim okretanjem stvaraju podtlak (tlak manji od atmosferskog tlaka), hvataju tekućinu i potiskuju je kroz tlačnu cijev. 
Ovo je jedna od najčešće upotrebljavanih izvedbi sisaljki, koja ima vrlo široku primjenu, naročito pri prebacivanju viskoznijih tekućina. Takve se sisaljke mnogo upotrebljavaju za podmazivanje motora s unutarnjim izgaranjem. Njihova je prednost jednostavnost konstrukcije i pouzdanost u radu bez čestih kvarova.

## Način rada
Pretpostavimo da je na slici desno plavi zupčanik pogonski. Pogonski uređaj ga vrti u smjeru kazaljke na satu. svojim okretanjem on vrti ljubičasti, pogonjeni zupčanik u obrnutom smjeru, to jest obrnuto od kazaljke na satu. Ako se u prostoru na lijevoj strani nalazi neka tekućina ona će ući i u prostor između kućišta i zupčanika. Svojim okretanjem, zupčanici će prebaciti tu količinu tekućine na drugu stranu, odakle se neće moći vratiti,jer su zupčanici u zahvatu u sredini i tekućina tuda neće moći prolaziti. Na lijevoj strani će zbog oduzimanja tekućine nastati podtlak, a na desnoj strani pumpe nadtlak. 

## Vrste zupčastih pumpi
Općenito govoreći, postoje dva glavna tipa zupčastih sisaljki, a to su:
- sisaljka s vanjskim ozubljenjem i
- sisaljka s unutarnjim ozubljenjem.

Prvi tip sisaljke ima vanjsko ozubljenje na oba zupčanika, a kod drugog tipa, jedan ima vanjsko, a drugi unutarnje ozubljenje. Osim po izvedbi, ova dva tipa se razlikuju i po količini dobave za koju se izvode. Tip zupčaste sisaljke s vanjskim ozubljenjem se izvodi za sve vrste dobave i sve brzine vrtnje, od najmanje, do najveće, dok se sisaljka s unutarnjim ozubljenjem izvodi samo za manje količine i manji broj okretaja. 

## Svojstva
Zupčaste sisaljke općenito odlikuje jednostavnost izvedbe i pouzdanost u radu. Zbog malog broja dijelova nisu podložne kvarovima, osim u slučajevima kada služe za crpljenje medija s abrazivnim nečistoćama. U tom slučaju, može doći do istrošenja kućišta i/ili zupčanika, te povećanja zračnosti između njih. To dovodi do smanjenja kapaciteta pumpe, a u konačnici i do prestanka rada. Zbog tog razloga, gotovo uvijek se na usisnoj strani zupčaste pumpe nalazi ugrađen čistioc.
Relativno su malih dimenzija, samousisne su, mogu raditi na raznim okretajima i s raznim medijima, imaju znatnu dobavnu visinu (do 500 metara). Najveća primjena ovih sisaljki je za crpljenje raznih viskoznijih tekućina kao što je nafta, razne vrste ulja i drugo. Dobava im je kontinuirana i ravnomjerna pa se često upotrebljavaju kao sisaljke za ulje kod motora s unutarnjim izgaranjem.
Materijal za zupčanike je čelik za cementiranje, a za kućište sivi lijev i razne legure.

## Poveznice
- Sisaljka
- Centrifugalna sisaljka
- Klipna sisaljka
- Vijčana sisaljka